# École supérieure d'arts et médias de Caen-Cherbourg
Pour les articles homonymes, voir École des beaux-arts et École supérieure d'art.
L’école supérieure d'arts et médias de Caen/Cherbourg (ésam Caen/Cherbourg) est un établissement public de coopération culturelle placé sous la tutelle conjointe de la communauté urbaine Caen la Mer, la ville de Cherbourg-en-Cotentin, l'État et la région Normandie. Elle est née de la fusion en 2011 de l'école supérieure d'arts et médias de Caen, anciennement école des beaux-arts de Caen, et de l'école supérieure des beaux-arts de Cherbourg-Octeville.

## Histoire

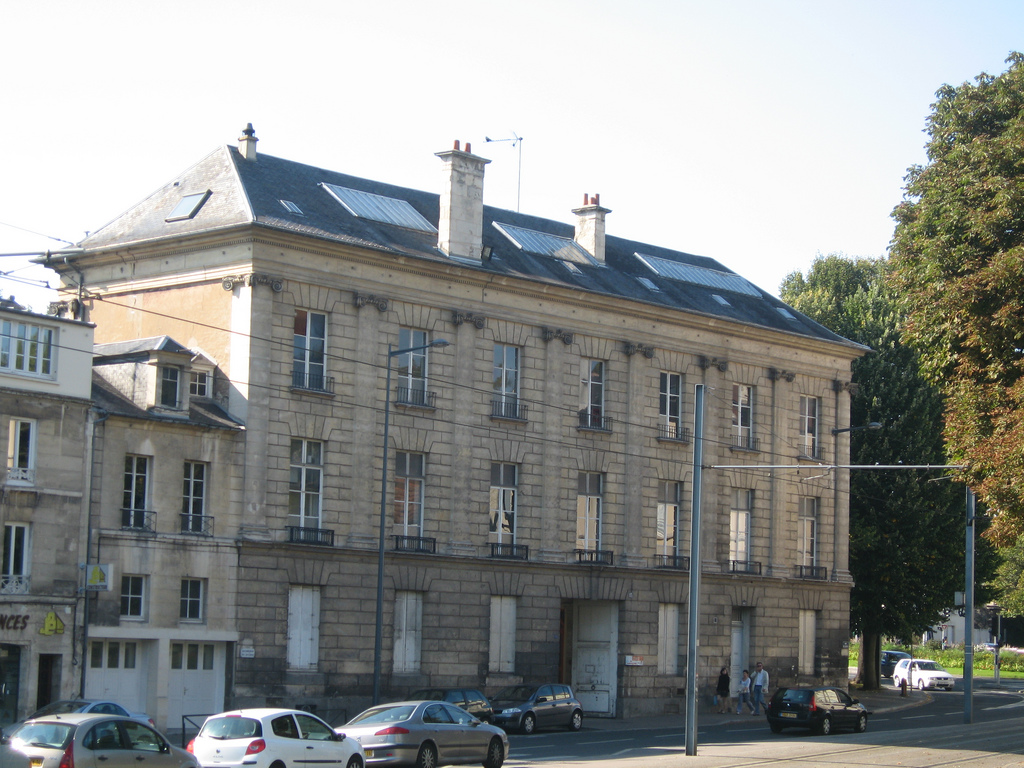
Ancien site de la rue de Geôle

Un cours de dessin est annexé à l'École centrale du Calvados créée par le décret du 25 février 1795. Les cours commencent le 31 décembre 1796 dans la grande salle de l'ancienne faculté de droit du palais de l'Université construit au XVIIIe siècle derrière l'église du Vieux Saint-Sauveur. L'enseignement offert par François-Pierre Fleuriau est jugé excellent par le jury central et ses cours deviennent rapidement les plus fréquentés de l'école (88 élèves en l'an VI, 124 en l'an VII, 122 en l'an IX). Mais la loi du 11 floréal an X (1er mai 1802) supprime les écoles centrales. Pour pallier l'absence d'enseignement artistique à Caen, la ville fonde en 1804 l'école municipale de dessin. Dirigée par François-Pierre Fleuriau, devenu conservateur du nouveau musée des beaux-arts de Caen, l'enseignement est dispensé dans trois salles voisines du musée installé dans l’ancien séminaire des Eudistes de Caen, transformé en hôtel de ville pendant la Révolution.
En 1912, l'école des beaux-arts de Cherbourg est créée par le professeur de dessin Henri Buffet et le professeur de modelage et sculpteur Félix Delteil. L'établissement s'installe dans l’hôtel de ville.
Les locaux de l'école des beaux-arts de Caen sont détruits lors de la bataille de Caen en 1944. L'école municipale de dessin déménage donc dans un ancien hôtel particulier du XVIIIe siècle situé au 83 rue de Geôle. En 1954, l’école municipale de dessin est rebaptisée école municipale des beaux-arts de Caen. Pour faire face à l'accroissement du nombre des élèves, de nouveaux locaux sont ouverts dans différents quartiers de la ville :
- annexe Pasteur au 10 rue Pasteur en 1978,
- annexe de l’ancienne gare routière en 1982 remplacée par l'annexe de La Pierre-Heuzé au 42 clos du Poteau rouge en 1990,
- annexe de l’ancien Garage Talbot, rue de Bayeux en 1985, remplacée par l'annexe Dunois au 12 rue du Chemin-Vert (ancienne école primaire) en 1988.

École régionale des Beaux-Arts depuis 1952, l'établissement cherbourgeois emménage dans l'ancien couvent des Petites sœurs des pauvres en 1976, en occupant progressivement la totalité du bâtiment.
L'école de Caen devient l'école régionale des beaux-arts de Caen la Mer après que sa gestion est transférée en 2003 à la communauté d'agglomération Caen la Mer. Le 26 septembre 2004, le conseil communautaire de Caen la mer adopte le principe de la construction d’un nouveau bâtiment sur la presqu’île portuaire de Caen regroupant l'ensemble des services. Ce nouveau bâtiment de 11 500 m2 est conçu de manière à répondre aux besoins et aux spécificités des différentes activités de l'école : les cursus d’études de l’enseignement supérieur et de la recherche, les programmes d’initiation à la pratique artistique destinés aux adultes et aux enfants, ainsi que de nouvelles missions de diffusion et de programmation culturelle. Le 27 février 2009, les élus de l'agglomération Caen-la-Mer décide de renommer l'établissement au moment où l'école est déménagée dans ses nouveaux locaux. Quand la nouvelle école est ouverte lors de la rentrée 2009, l'établissement est donc baptisé l'École supérieure d'arts et médias de Caen (Esam).
Le 1er juillet 2011, les deux écoles de Caen et de Cherbourg fusionnent. La nouvelle école prend le statut d'établissement public de coopération culturelle.
À la rentrée 2022, l'école rejoint la Conférence des grandes écoles.

## Sites

### Site caennais

#### Projet pédagogique
L’ESAM accueille chaque année environ 250 étudiants. L’enseignement s’y articule autour de cours magistraux, de la pratique des différents moyens d’expression en ateliers, de recherches personnelles et de stages professionnels. Il est assuré par une équipe pédagogique qui associe des enseignants issus des champs théoriques et des champs pratiques. Il s’agit d’artistes ayant une pratique reconnue dans le domaine de la création contemporaine et dont les activités professionnelles représentent un large échantillon de compétences et de domaines d’interventions.
Depuis la mise en place du « système européen de transfert et d’accumulation de crédits » (ECTS), les études sont organisées sous la forme de cursus en semestres. Elles préparent à des diplômes intégrés dans le schéma Licence-Master-Doctorat (LMD). Trois filières de formation sont ainsi proposées : un cycle court option Design Graphique et deux cycles longs option Art et option Communication.

#### Bâtiment

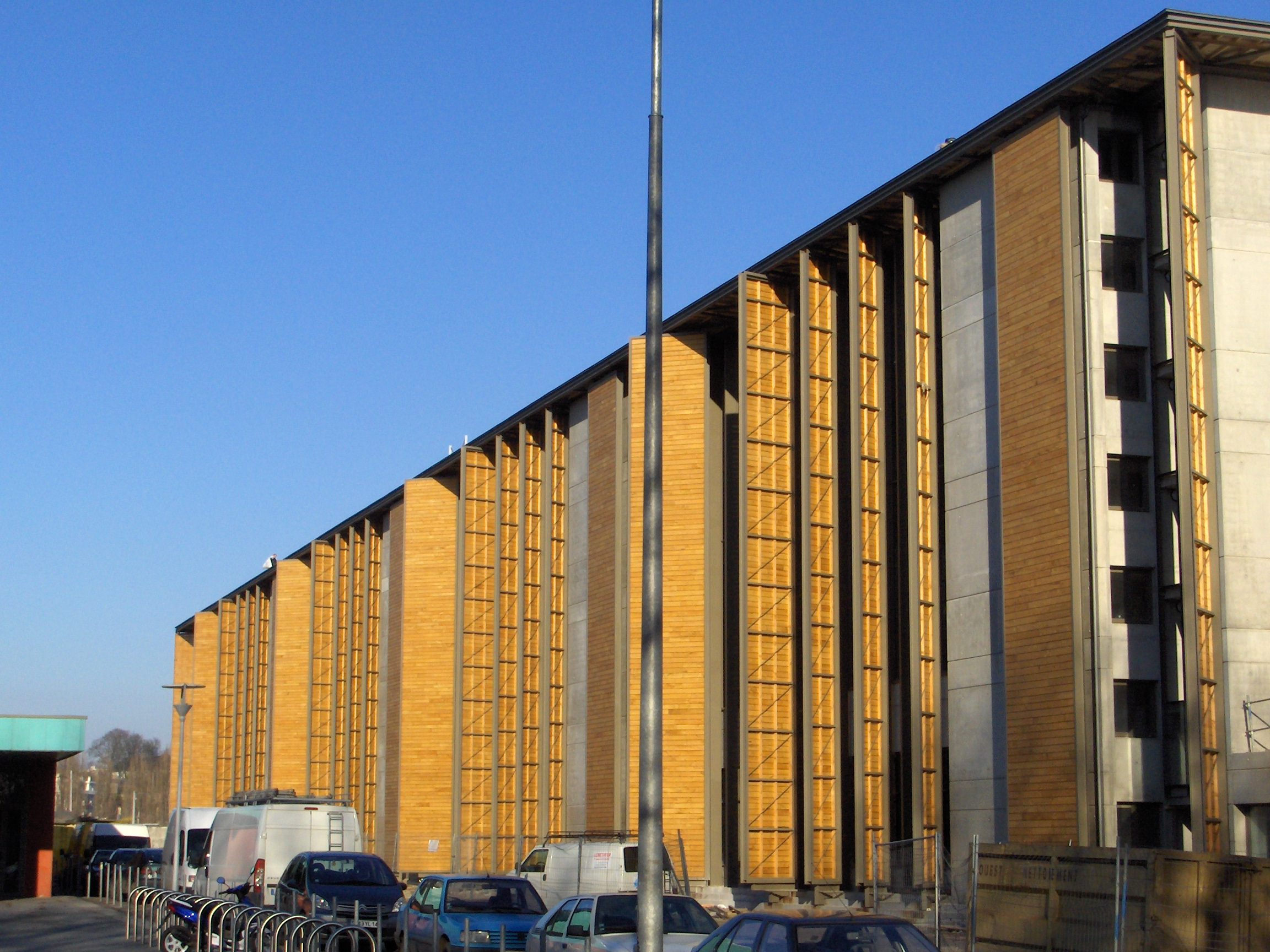
Vue de la façade ouest.
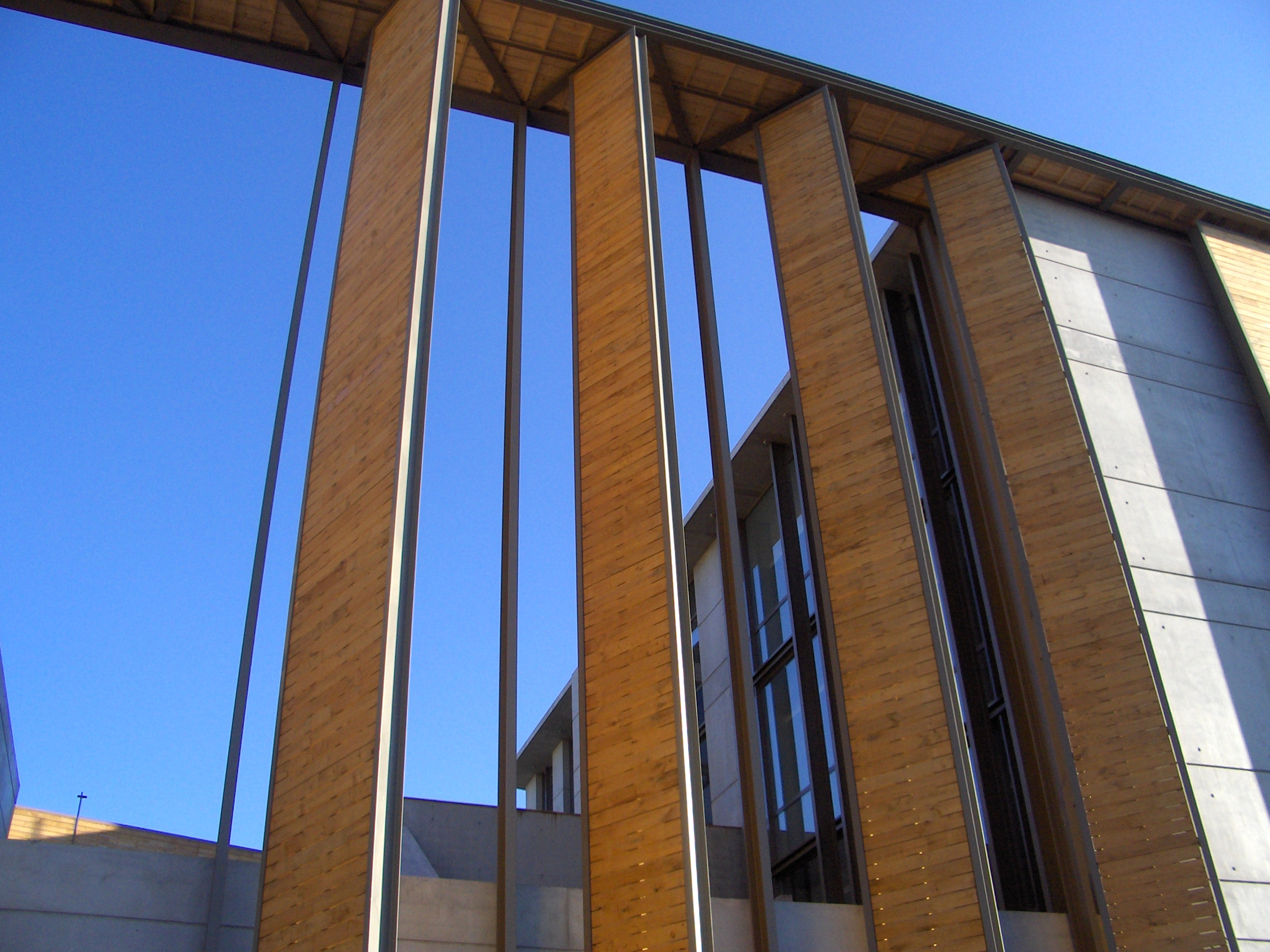
Vue de la façade ouest.
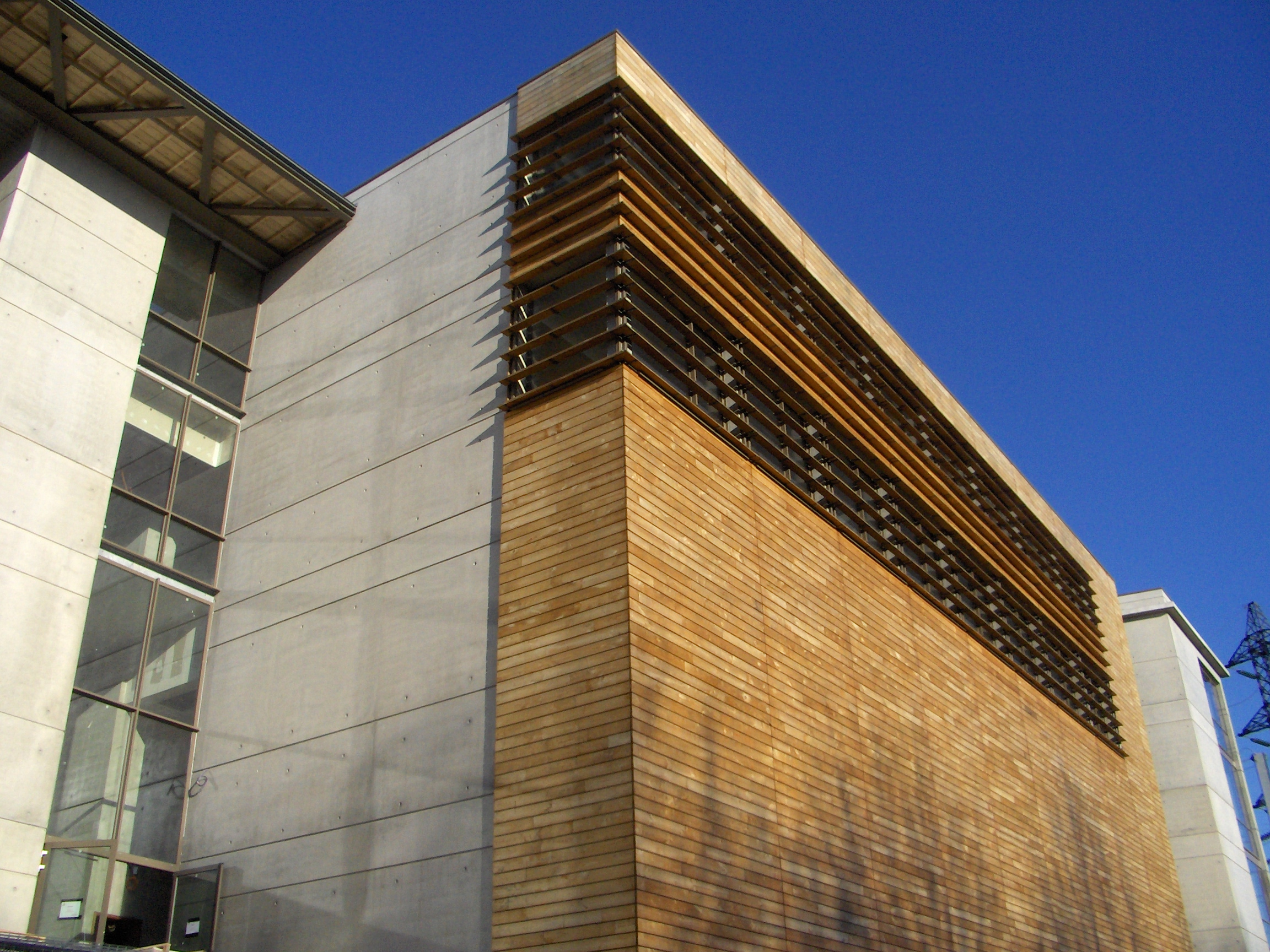
Vue de la façade sud.
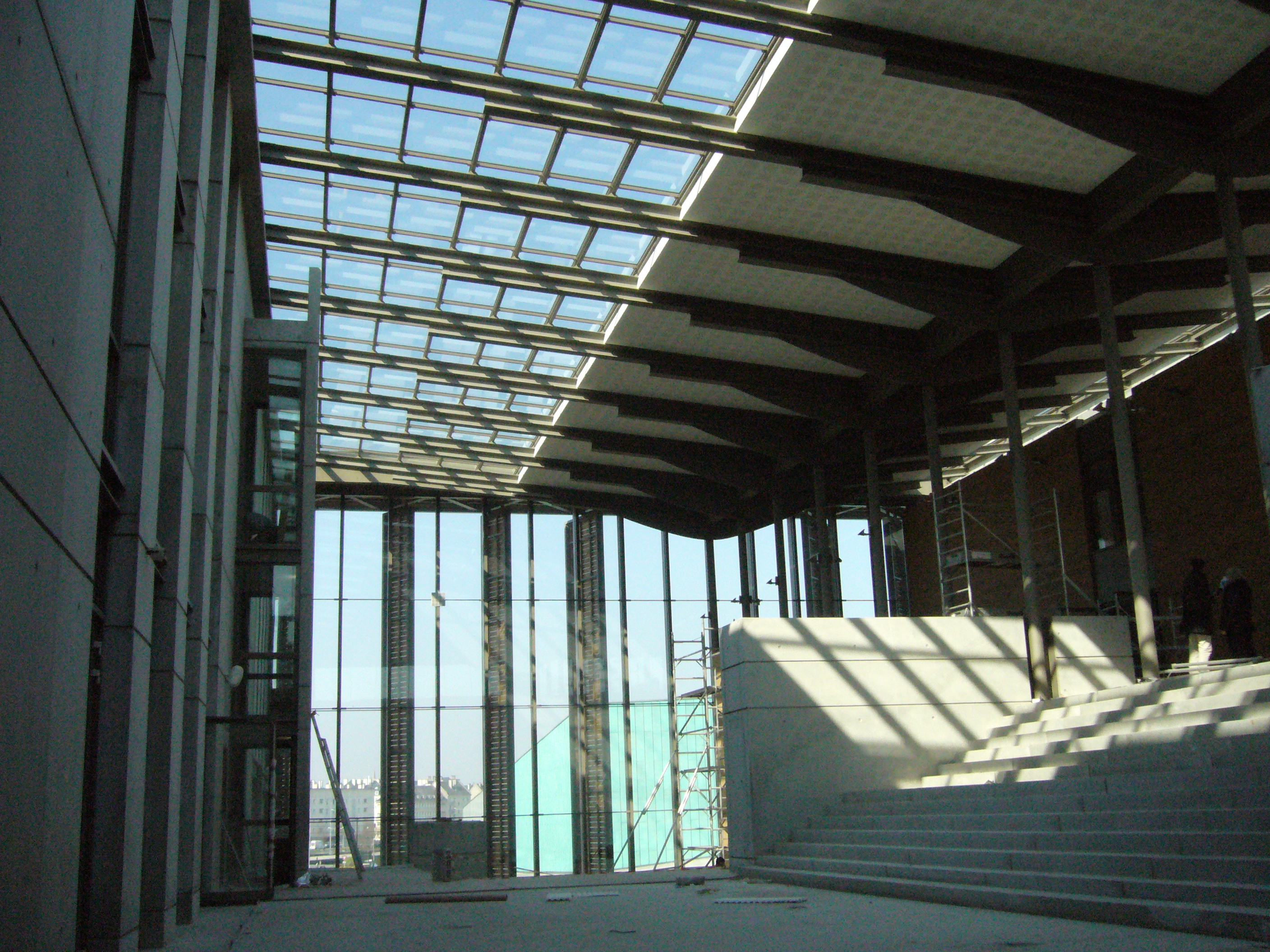
Vue de l'atrium (chantier).

Situé sur la presqu’île portuaire, bordée par l’Orne et ses canaux, le bâtiment conçu par le cabinet studioMilou architecture s’organise autour de quatre cours paysagées. La première de ces cours est couverte : c’est un grand espace en verrières qui accueille l’ensemble des visiteurs et ouvre vers les espaces publics, restaurant, auditorium, salle d’exposition, bibliothèque, ou vers les espaces réservés aux différents programmes d’études, enseignement supérieur et cours de sensibilisation aux arts visuels. Le rez-de-chaussée, socle du bâtiment, abrite les ateliers techniques les plus lourds, céramique, bois, fer, résine, lithographie, imprimerie, sérigraphie, photographie, etc. Ceux-ci se prolongent au premier étage par les équipements de technologies numériques, multimédia, montage vidéo, animation, 3D, etc. Les ateliers des étudiants se répartissent quant à eux sur les deux derniers niveaux, autour des cours paysagées des bâtiments.

#### Projet culturel
Avec ce nouvel équipement, l’ESAM dispose des outils nécessaires à la mise en œuvre d’une programmation culturelle riche et novatrice : une salle d’exposition de 200 m2, un auditorium de 250 places, un atrium de 800 m2. Menée en partenariat avec les autres structures culturelles locales et ouverte à un large public, cette programmation met en avant des formes artistiques émergentes où se mêlent et se partagent les arts plastiques et d’autres disciplines, telles que la danse, la poésie, la musique, le théâtre, etc. Les étudiants se trouvent ainsi immergés dans un riche environnement culturel qui nourrit leurs propres créations et recherches. Le public est quant à lui invité à expérimenter un nouveau rapport à l’œuvre, un rapport basé sur le plaisir et l’émotion, la rencontre et le partage.

### Site cherbourgeois

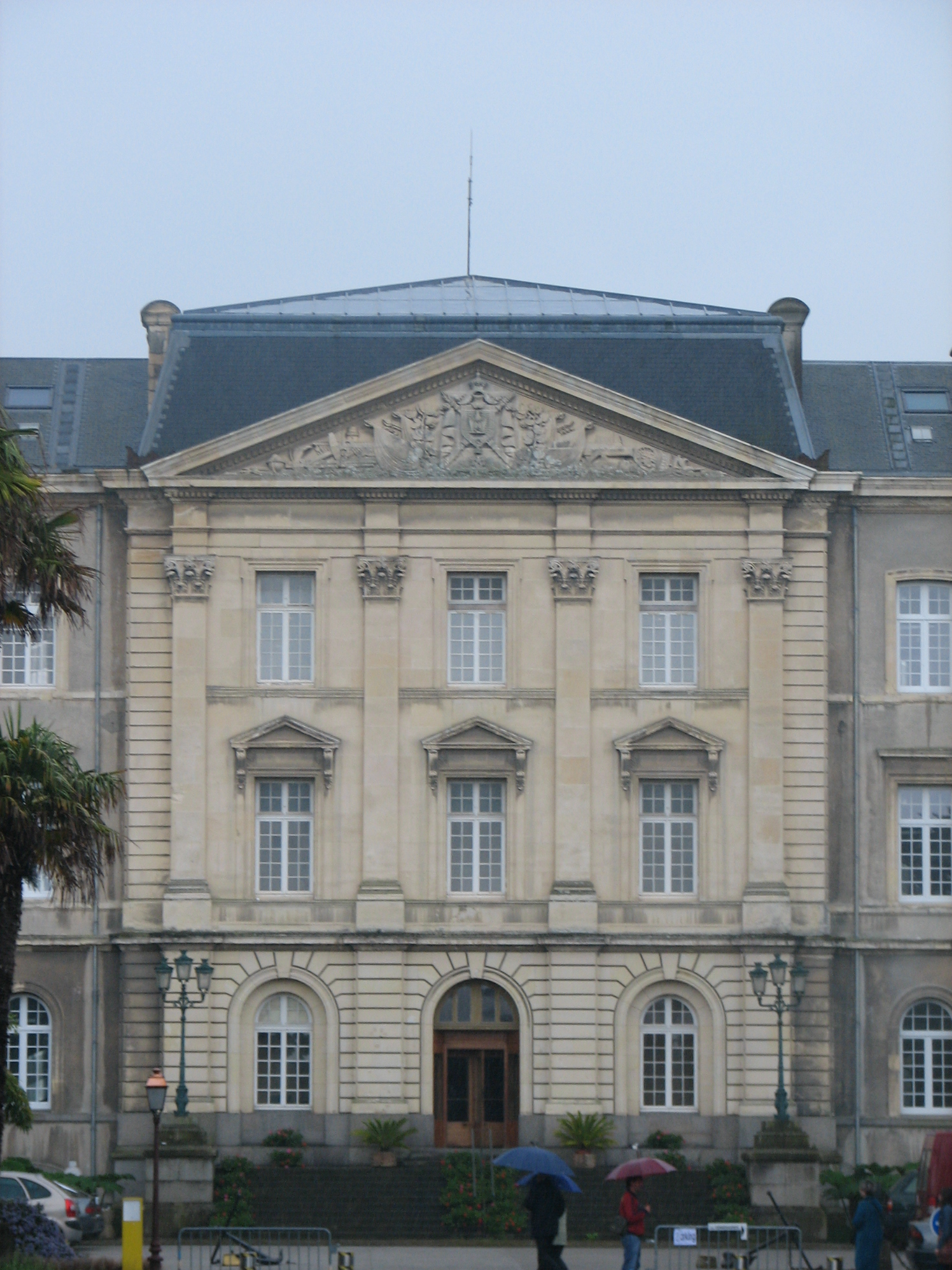
L'ancien hôpital des armées René-Le-Bas à Cherbourg.

Le site cherbourgeois occupe l'ancien hôpital des armées René-Le-Bas depuis octobre 2011.

## Structure pédagogique
L'école régionale des beaux-arts de Caen propose trois filières de formation :
- le cycle court (3 ans) - Diplôme national d’arts et techniques option design graphique
- les cycles longs (5 ans) - Diplôme national supérieur d’expression plastique
  - option Art (mention Corps/Espaces et mentions Formes/Langages)
  - option Communication (mention Intermédias et mention Éditions)

Il existe également des ateliers d'initiation à la pratique artistique en destination du jeune public et du public adulte.

## Élèves et professeurs
(liste alphabétique, non exhaustive)

### Anciens élèves
- Arthur le Duc (1848-1918, sculpture)
- Arsène-Hippolyte Rivey (1838-1903, peinture)
- Alain Le Foll (1934-1981, illustration)
- Charles Dutertre (1972-, illustration)
- Christophe Blain (1970-, bande Dessinée)
- Denis Bajram (1970-, Bande Dessinée)
- David Nicolas (1973-, histoire de l'art)
- Denis Rivière (1945-2020, peinture)
- Éric Omond (1968-, bande dessinée)
- Françoiz Breut (1969-, illustration)
- Florent Chopin (1958-, peinture)
- Georges Le Febvre (1861-1912, peinture)
- Georges Patrix (1920-1992, design)
- Jules Louis Rame (1855-1927, peinture)
- Julien Creuzet (1986-, art contemporain)
- Jaques Pasquier (1932-, peinture)
- Jack Mutel (1935-2016, peinture)
- Sasameya Yuki (1943-, illustration)
- Salomé Moindjie-Gallet (2001-, cinéma)
- Simon Hureau (1977-, bande dessinée)
- Roland Lefranc (1931-2000, peinture)
- Patrice Lerochereuil (1957-, art contemporain)
- Maurice Pigeon (1883-1944, peinture)
- Maurice Tastemain (1878-1944, peinture)
- Marcelline Delbecq (1977-, photographie)
- Mireille Loup (1969-, photographie)
- Olivier Cinna (1972-2019, bande dessinée)
- Olivier Thiébaut (1963-, illustration)
- Petite Poissone (1976-, illustration)
- Robert Bucaille (1905-1992, peinture)
- Romuald Reutimann (1967-, bande dessinée)
- SP-38 (1960-, art contemporain)
- TieKo (1962-, bande dessinée)

### Anciens professeurs
- Alain Roger (1948-, typographie)
- Alfred Guillard (1841-, dessin)
- Louis-Édouard Garrido (1893-198, ancien directeur)
- Georges Halbout du Tanney (1895-1986)
- Roger Eskenazi (1923-2003, histoire de l'art)
- Henri Thomas (1930-)
- Charles-Émile Pinson (1906-1963)
- Carlos Ginzburg (1946-, conférences)
- Jean-Pierre Le Goff (histoire de la perspective) (1948-)
- Daniel Pontoreau
- Joël Hubaut
- Jean-Baptiste Levée

### Professeurs actuels
- Paul Collins (1955-)[6]
- Myriam Mechita (1974-)
- Françoise Schein (professeur de volume et d'art urbain)
- Isabelle Prim
- Bérénice Serra[7]
- Céline Duval (1974-)